# Vierlingsbeek
Vierlingsbeek (dialect: Béék) is een plaats in de gemeente Land van Cuijk in de Nederlandse provincie Noord-Brabant, tussen de Peel en aan de Maas. Op 1 januari 2023 telde het dorp 2.575 inwoners, verdeeld over 1.083 woningen, met een gemiddelde WOZ-waarde van € 329.000, op een oppervlakte van 8,6 km².
Tot het jaar 1998 maakte het dorp deel uit van de gemeente Vierlingsbeek (met naast de gelijknamige plaats de kernen Overloon, Groeningen, Maashees, Holthees en Vortum-Mullem), die op 1 januari 1998 opging in de gemeente Boxmeer. Laatstgenoemde gemeente ging per 1 januari 2022 op in de nieuw gevormde gemeente Land van Cuijk.

## Toponymie
De naam van het dorp is naar alle waarschijnlijkheid afgeleid van de Molenbeek die door het dorp stroomt en de rijke familie Vielinc die er bij gewoond zou hebben.

## Geschiedenis
Omdat Vierlingsbeek aan de Romeinse heerbaan van Nijmegen naar Maastricht lag is de invloed van de Romeinen hier aanwezig. Op de dekzandrug tussen Vierlingsbeek en Maashees zijn urnen uit de Gallo-Romeinse tijd gevonden. Ook Romeinse munten werden er gevonden. De Langstraat zou een deel van de vroegere Romeinse heerbaan zijn.
In de Middeleeuwen behoorde Vierlingsbeek tot het overambt van het Land van Cuijk. In 1308 verleende Jan III van Cuijk gemeenterechten aan het dorp Vierlingsbeek. De gemene gronden lagen in de Vredepeel.
Op 28 maart 1757 heeft in het dorp een grote brand gewoed.
In 1813 telde men 1012 inwoners, omstreeks 1850 waren dat er 1424, in 1900: 1364 en in 1941: 1881.
Vierlingsbeek was zeer geliefd bij koning Willem I, die in de hervormde pastorie op bezoek kwam.
Van 1850-1852 werd de weg van Venray over Vierlingsbeek naar Grave verhard.
Tijdens de bevrijding had ook Vierlingsbeek te maken met de Slag om Overloon. Er werden vernielingen aangericht maar eind oktober 1944 werd het dorp bevrijd.

### Kerkelijke geschiedenis
De Sint-Laurentiuskerk heeft op een hoogte midden in het dorp gelegen. Vermoedelijk was dat eerst een houten kerkje, dat omstreeks 1000 door een stenen Romaans kerkje zal zijn vervangen. De wijding aan de heilige Laurentius doet vermoeden dat de oorspronkelijke kerk al heel oud is, mogelijk zelfs uit de tijd van de heilige Lambertus (eind 7e eeuw). De eerste schriftelijke vermelding van de kerk dateert van vóór 1300.
De kerk van Vierlingsbeek was moederkerk van de kapel van Groeningen, de Sint-Theobalduskapel te Overloon en de kapel van Holthees.
Midden 15e eeuw werd deze kerk vervangen door een grote gotische kerk, die een 60 meter hoge spitse toren had. In 1611 kondigde de reformatie zich aan in de persoon van Hermanus Beventrupfel, die tot taak kreeg om zending te verrichten in het Overambt van het Land van Cuijk. Tot 1620 was hij in functie en kreeg de kapel van Groeningen toegewezen. Na dit jaar vertrok hij naar het Nederambt.
Op 29 november 1648 echter kwam de Laurentiuskerk in handen van de hervormden. Petrus Teschenmäcker uit Elberfeld werd de eerste predikant. In 1665 moest hij nog vluchten voor de legers van de Bisschop van Münster, maar op Paeschen ende Pincxteren 1666 werd deze tot paise en accord gedwongen, zodat de protestanten weer veilig waren. Op 26 augustus 1686 stierf hij.
De verdreven pastoor, Willem Reginald Bosman, bouwde een grenskerk te Smakt, buiten het Land van Cuijk. In 1672, na de inval der Fransen, kregen de katholieken de Laurentiuskerk weer even in bezit, maar moesten deze in 1674 weer afstaan.
Op 15 juli 1800 moesten de protestanten de kerk weer aan de katholieken teruggeven en kerkten sindsdien in een noodruimte die toebehoorde aan een naar Boxmeer vertrokken legerkapitein. De op 25 juli 1802 beroepen predikant, Stephanus Hanewinkel, beijverde zich voor een nieuwe kerk die in 1804 gereed kwam, maar zeer slecht gebouwd was. Hanewinkel pleitte bij koning Lodewijk Napoleon voor financiële steun voor een betere kerk en kreeg deze ook. Na de nodige bestuurlijke strubbelingen werd deze kerk op 28 januari 1811 ingewijd. In 1838 echter stortte het kerkdak in omdat ook bij de bouw van deze kerk nogal bezuinigd was en bovendien had de katholieke aannemer slecht werk geleverd door te veel zand tussen de specie te doen. Uiteindelijk werd dan toch een betere kerk gebouwd, mede door steun van Koning Willem II, die in 1841 in Vierlingsbeek vertoefde. Deze kerk, nu door een protestante aannemer gebouwd, werd op 8 oktober 1844 ingewijd en is het huidige Koningskerkje.
Tijdens de slag om Overloon op 2 oktober 1944 werd de Laurentiuskerk geheel verwoest, waarna een nieuwe Sint-Laurentiuskerk werd gebouwd op dezelfde plaats. De grafsteen van Nanning de Greve, die dominee was van 23 maart 1687 tot zijn overlijden op 20 januari 1709, werd toen overgebracht naar de hervormde kerk van Vierlingsbeek, waar ze zich nog steeds bevindt.
Ook de protestante kerk liep veel oorlogsschade op. Er was echter te weinig geld voor een volledige restauratie. Uiteindelijk werd het voor een symbolisch bedrag aan de burgerlijke gemeente aangeboden en het gebouwtje werd van 1997-1998 opgeknapt, waarna het als Koningskerkje een seculiere functie zou gaan vervullen.

## Natuur en landschap
Vierlingsbeek is gelegen in het dal van de Maas, enkele honderden meter van deze rivier verwijderd. Ten zuiden van Vierlingsbeek stroomt de Molenbeek, waarop de Beekse Molen heeft gelegen.
Merkwaardig is het gebied langs de Maas ten noorden van het dorp. Dit natuurgebied heet officieel Bergjes maar is beter bekend als Maasheggen.
Bij de monding van de Molenbeek in de Maas ligt de Dokterskuul, een moerassig gebied.
Ten westen van Vierlingsbeek ligt een spoorlijn en daar stroomt ook de Sint-Jansbeek. Het gebied om het dorp bestaat voornamelijk uit landbouwgebied, met hier en daar wat bospercelen en broekbosjes langs de Molenbeek.
Vierlingsbeek ligt aan het Pieterpad.

## Economie en verbindingen
Vierlingsbeek lag vanouds aan een Romeinse heerweg en ook later lag hier een belangrijke verbindingsweg parallel aan de Maas van Maastricht naar Nijmegen. Over deze historische as loopt nog steeds een weg die de dorpen langs de Maas met elkaar verbindt. Sinds 1882 is er een treinstation. Bovendien is er een aansluiting op de A73. Naar het Limburgse Bergen vaart een veerpont.
Vierlingsbeek heeft een grote agrarische sector, met gemengde activiteiten en een bedrijventerrein.

## Bezienswaardigheden

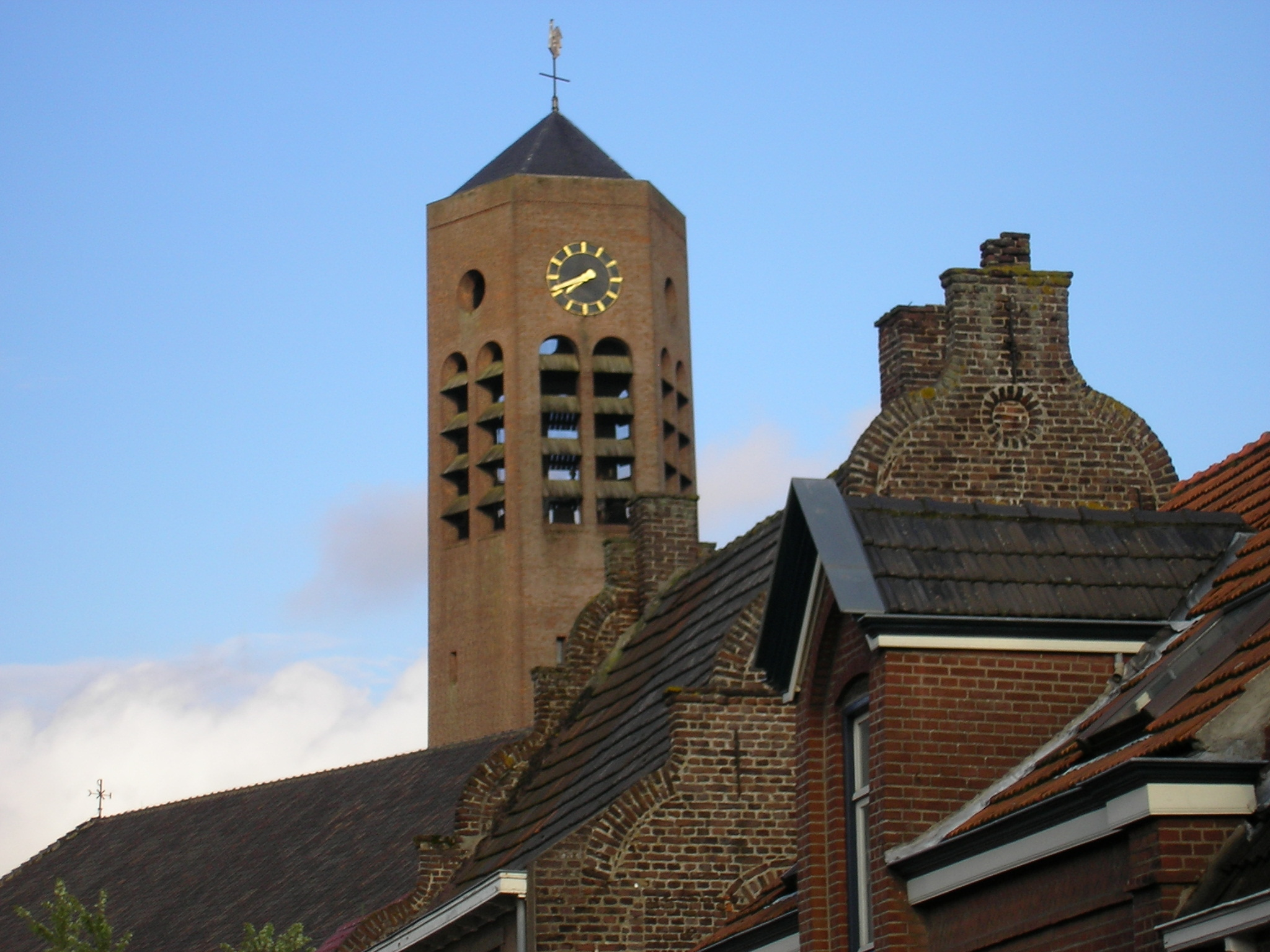
De gevel van de voormalige synagoge op de voorgrond en op de achtergrond de Sint-Laurentiuskerk

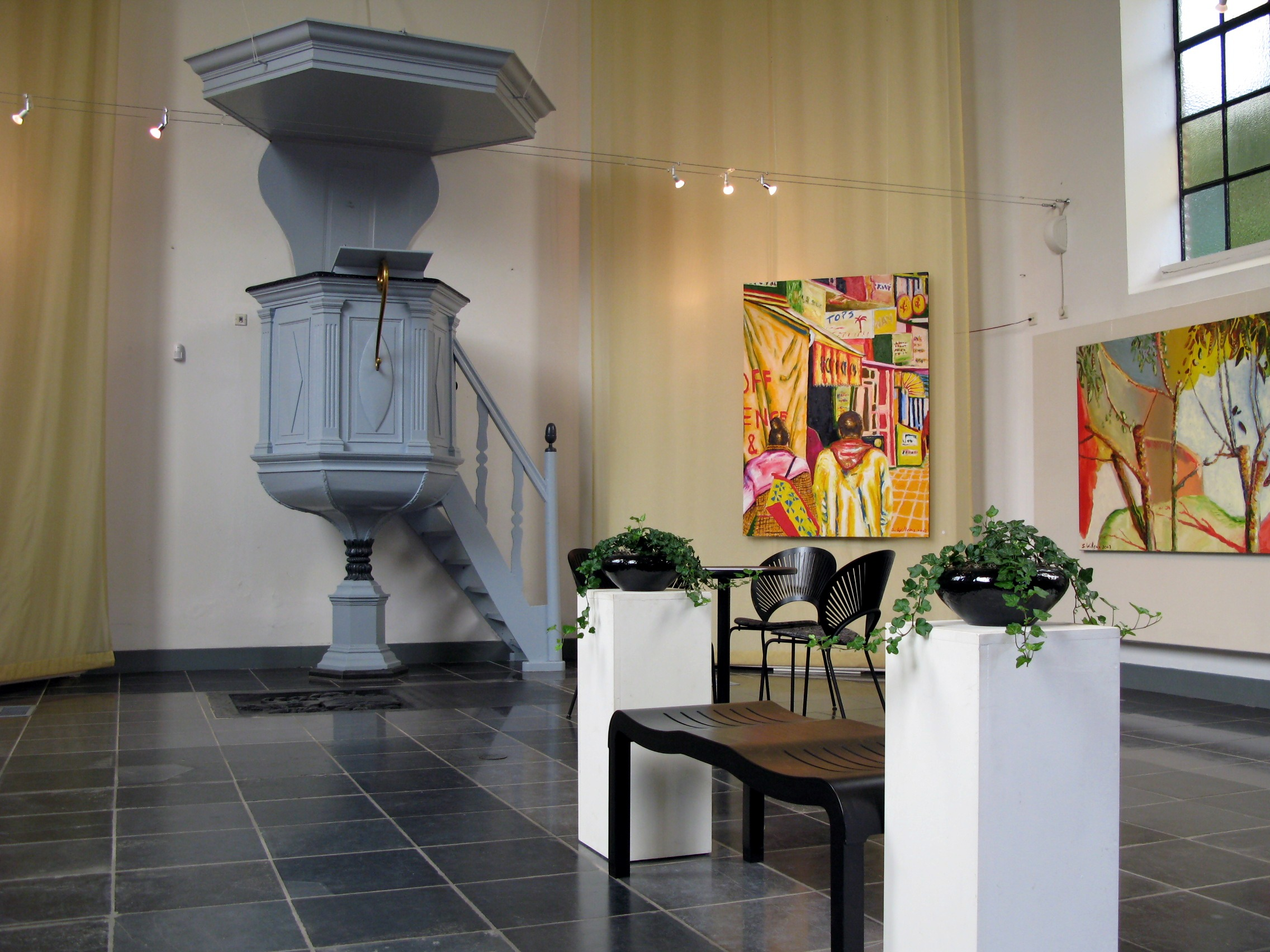
Interieur van het Koningskerkje

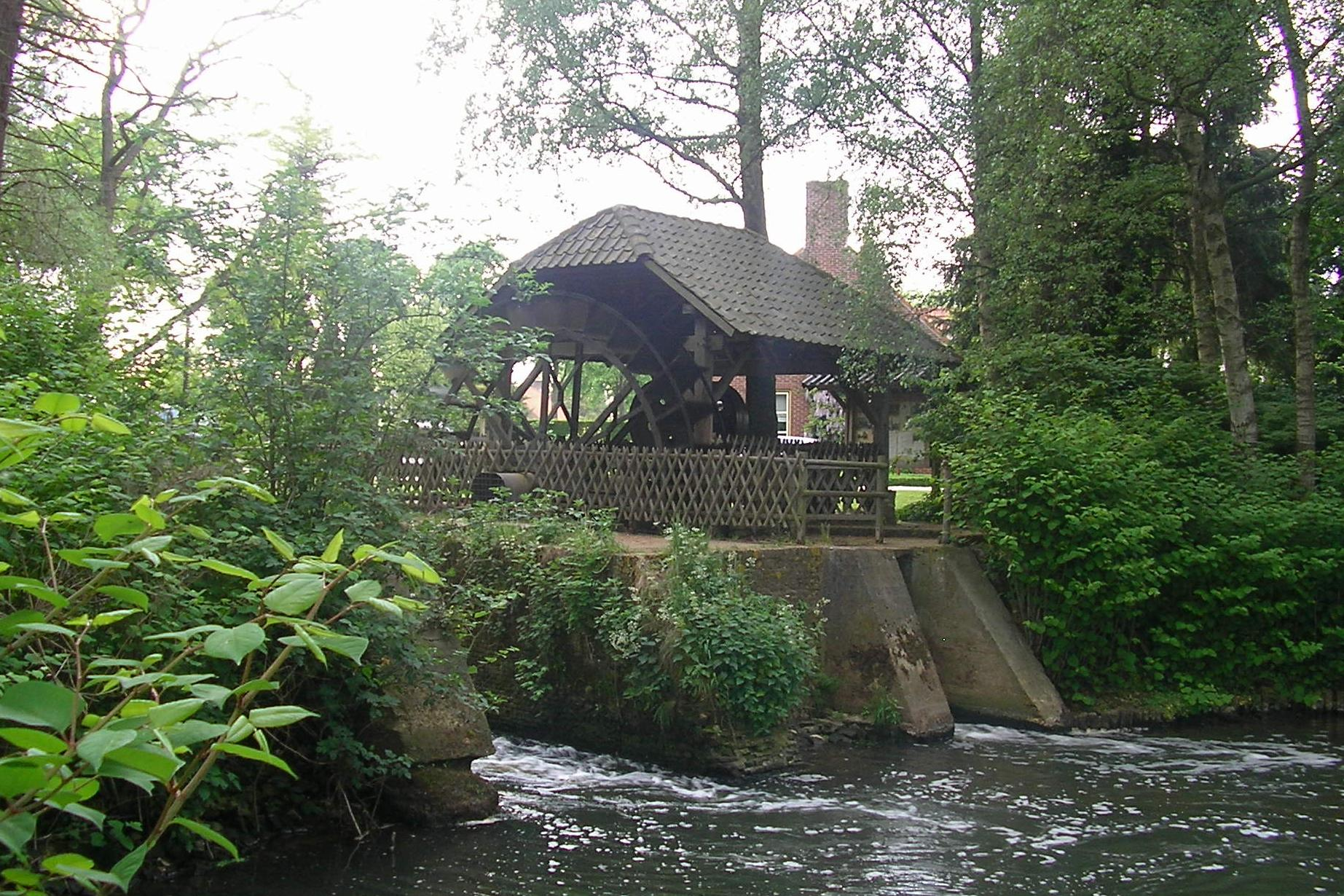
De Vierlingsbeekse watermolen

- De rooms-katholieke Sint-Laurentiuskerk aan het Vrijthof stamt uit 1952 en is gebouwd volgens de principes van de Bossche School, in basilicastijl. De kerk heeft een vrijstaande zeshoekige bakstenen toren in de stijl van een campanile, gebouwd 1960-1961. Tegen de muur zijn nog enkele grafzerken te zien van de oude kerk. Ook zijn beelden te zien van de Vier Evangelisten, de Heilige Laurentius met het rooster, de Heilige Antonius Abt met het varken, en de Heilige Lucia.
- Voormalige rooms-katholieke pastorie, uit 1872, een imitatie van een Gelderse herenboerderij uit het Land van Maas en Waal.
- Het voormalige Nederlands Hervormde kerkgebouw is een neoclassicistisch waterstaatskerkje uit 1843. Sinds de restauratie van 1997-1998 doet het onder de naam Koningskerkje dienst als trouwlocatie en cultureel centrum.
- De voormalige synagoge, aan de Spoorstraat, is voorzien van een klokgevel en werd gebouwd in 1756. tegenwoordig in gebruik als woonhuis. Van 1850-1930 was het gebouw in gebruik als synagoge. De thorakast van deze synagoge, gemaakt in 1865 werd na de opheffing van de synagoge nog in Oss gebruikt, maar is tegenwoordig te vinden in het Joods Historisch Museum te Amsterdam.
- De monumentale Joodse begraafplaats behoort tot de oudste van Nederland.
- Restant van de Beekse Molen, een watermolen op de Molenbeek.

Het dorp heeft twee kastelen gekend, die echter allebei grotendeels verwoest zijn.
- Van Kasteel Het Makken is nog een oude schuur over. Dit kasteel bevindt zich tussen het Afleidingskanaal en de spoorweg, enkele honderden meters ten noorden van Holthees. Dit kasteel werd mogelijk als lusthof gebouwd door Arnold van Egmont, Hertog van Gelre. Omstreeks 1700 werd het bewoond door Johan Albert Bouwens van der Boye. Het kasteel werd gesloopt in 1806. Het eromheen liggende voormalig park van 180 ha, langs de Molenbeek. Een deel hiervan is als Makken in bezit van Staatsbosbeheer.
- Bij het voormalig Kasteel De Hattert, aan de Hattertweg, in het verlengde van Spoorstraat en Molenweg, 1 km ten westen van Vierlingsbeek, is nog een gracht zichtbaar. Dit kasteel werd verwoest door brand in oktober 1944, tijdens de Slag om Overloon. Daarna werd op het terrein een loods gebouwd. Een schuur die tot het kasteel behoorde is nog aanwezig.
- Resten van Kasteel 't Oortje, ten zuiden van de Molenbeek en de aanlegplaats van de pont, aan de Maas. Deze aanlegplaats heet De Staaij, en hier was eertijds een kazemat, waarvan muurwerk nu als oeververdediging dienstdoet. In de poort van huis De Staaij zijn in 1949 de leeuwen van Kasteel Het Makken ingemetseld.

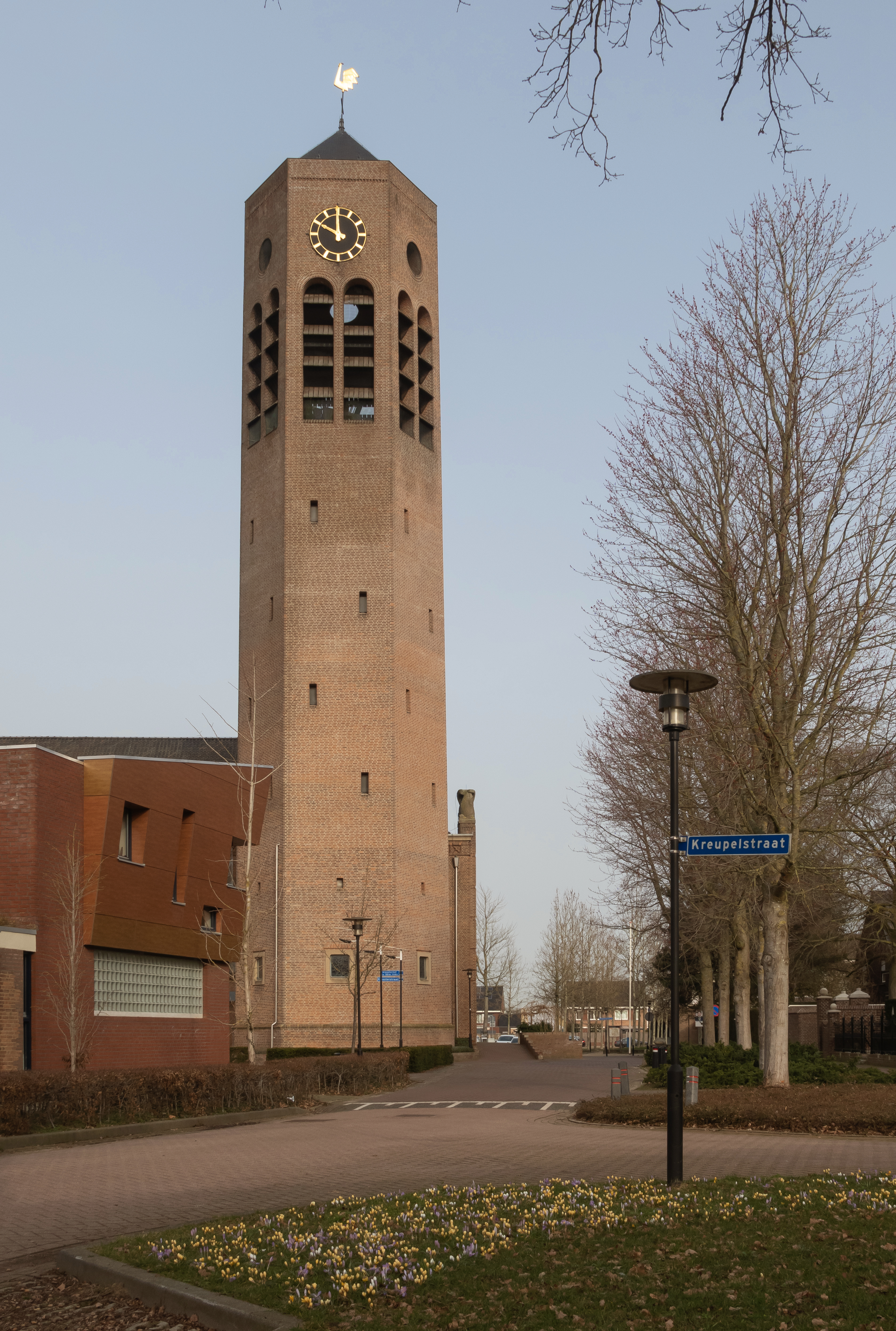
Vierlingsbeek, Sint Laurentiuskerk

- De voormalige pastorie van dominee Stephanus Hanewinkel, die hier predikant was van 1802-1811. Deze pastorie is gebouwd met gelden van het Ministerie van Financiën en mede door toedoen van luitenant-kolonel ir. R.T. Kraaijenhoff. Deze was bouwdirecteur van de vesting Amsterdam. Op 17 sept 1806 besloot de Minister van Financiën geld vrij te maken voor de bouw van een pastorie. Hanewinkel liet de pastorie bouwen aan de Kerkstraat (nu Spoorstraat) naast de Hervormde Kerk. Daar stond reeds een oud pand dat op een prent van Jan de Beijer is te zien van één verdieping met een dakruiter. Dat oude pand is nog steeds aanwezig omdat het huidige pand eromheen werd gebouwd. Ds. Bronckhorst was de opvolger van Ds. Hanewinkel hij betrok de pastorie, maar vond deze te klein voor zijn gezin met negen kinderen en liet er een verdieping opzetten. De dakruiter midden op het dak werd na deze verbouwing achterwege gelaten. De laatste dominee die er gewoond heeft is Ds. Hendrik Arie Boeser. Hij kwam bij de bevrijding van Eindhoven, op 18 september 1944 onder een Britse tank en overleefde dit niet. Van 1950-1970 was het gebouw een jeugdherberg. Naar verluidt was dit gebouw het voormalig jachthuis van Willem I is. Willem I en zijn zoon Willem II zijn weleens in Vierlingsbeek geweest en hebben waarschijnlijk overnacht op de pastorie. Ook zijn ze vermoedelijk met de heren van het Hattert op jacht geweest.

## Recreatie en sport
| Sport  | Faciliteiten     | Vereniging         |
| ------ | ---------------- | ------------------ |
| Tennis | 4 kunstgrasbanen | T.V. Vierlingsbeek |

Vierlingsbeek heeft verscheidene sportverenigingen. De sporten die er beoefend kunnen worden zijn voetbal, tennis, korfbal, garde- en showdansen en vechtsporten (judo en thaiboksen). Vroeger was er ook een handbalclub. Van deze verenigingen is de voetbalvereniging RKVV Volharding veruit de grootste sportvereniging met ruim 500 leden. Hierna volgt Tennisvereniging Vierlingsbeek met ongeveer 200 leden, judoclub Randori, dansvereniging de Bekse Klinkertjes en de korfbalvereniging DES.

### Verenigingen
- Korfbalvereniging DES Vierlingsbeek (Door Eendracht Sterk, opgericht in 1937 onder de naam “Pit en Fit”, later veranderd in DES)
- Tennisvereniging Vierlingsbeek (opgericht in 1977)
- Voetbalvereniging RKVV Volharding (Rooms Katholieke Voetbal Vereniging Volharding, opgericht in 1914)

Voormalige verenigingen
- Handbalclub

## Evenementen
Jaarlijks vindt in Vierlingsbeek het gratis popfestival Op De Tôffel plaats.

## Nabijgelegen kernen
Bergen, Groeningen, Holthees, Maashees

## Geboren
- Pol van Boekel (1975), voetballer & voetbalscheidsrechter
- Hedy Tjin (1985), beeldend kunstenaar en illustrator
- Lynn Blenckers (1994), volleybalster